# Histoire du thé
L'histoire du thé commence par les mythes chinois et indiens sur l'origine du thé et de sa consommation par les humains. Elle continue avec le commerce auprès des Européens, puis s'étend aux colonies anglaises, se répandant au monde entier.
L'origine du thé est le sujet de plusieurs mythes et légendes asiatiques, et la consommation du thé commence en Chine vers la fin de l'Antiquité. Le premier texte qui mentionne la boisson est un texte de Wang Bao, écrit en 59 av. J.-C. Bu à l'origine pour ses vertus médicinales, le thé devient ensuite une boisson quotidienne, en Chine, Vietnam puis en Corée et au Japon.
Le thé arrive en Europe à la Renaissance, d'abord aux Provinces-Unies puis au Royaume-Uni, où les taxes encouragent la contrebande jusqu'au Commutation Act de 1784, qui marque l'arrêt des importations illégales de thé venu du reste de l'Europe. Le marché américain prospère jusqu'à la Boston Tea Party, puis décline en réponse aux oppositions au règne britannique, tandis que la tradition du thé émerge et prend de l'ampleur en Russie.
Au XIXe siècle, le thé commence à être cultivé ailleurs qu'en Chine et surtout en Inde, sous l'impulsion de la Compagnie britannique des Indes orientales. L'Inde produit du thé Assam et du thé Darjeeling, mais les conditions de travail et de vie des ouvriers locaux mènent à énormément de décès. En 1865, une crise est déclarée et elle ne s'arrête qu'en 1869, quand les propriétaires de plantations décident d'améliorer la qualité des productions. C'est à la même époque que la tradition du thé commence à émerger en Inde et dans plusieurs pays d'Afrique, en particulier le Kenya, le Malawi et le Maroc.

## Origines asiatiques

### Mythes et légendes

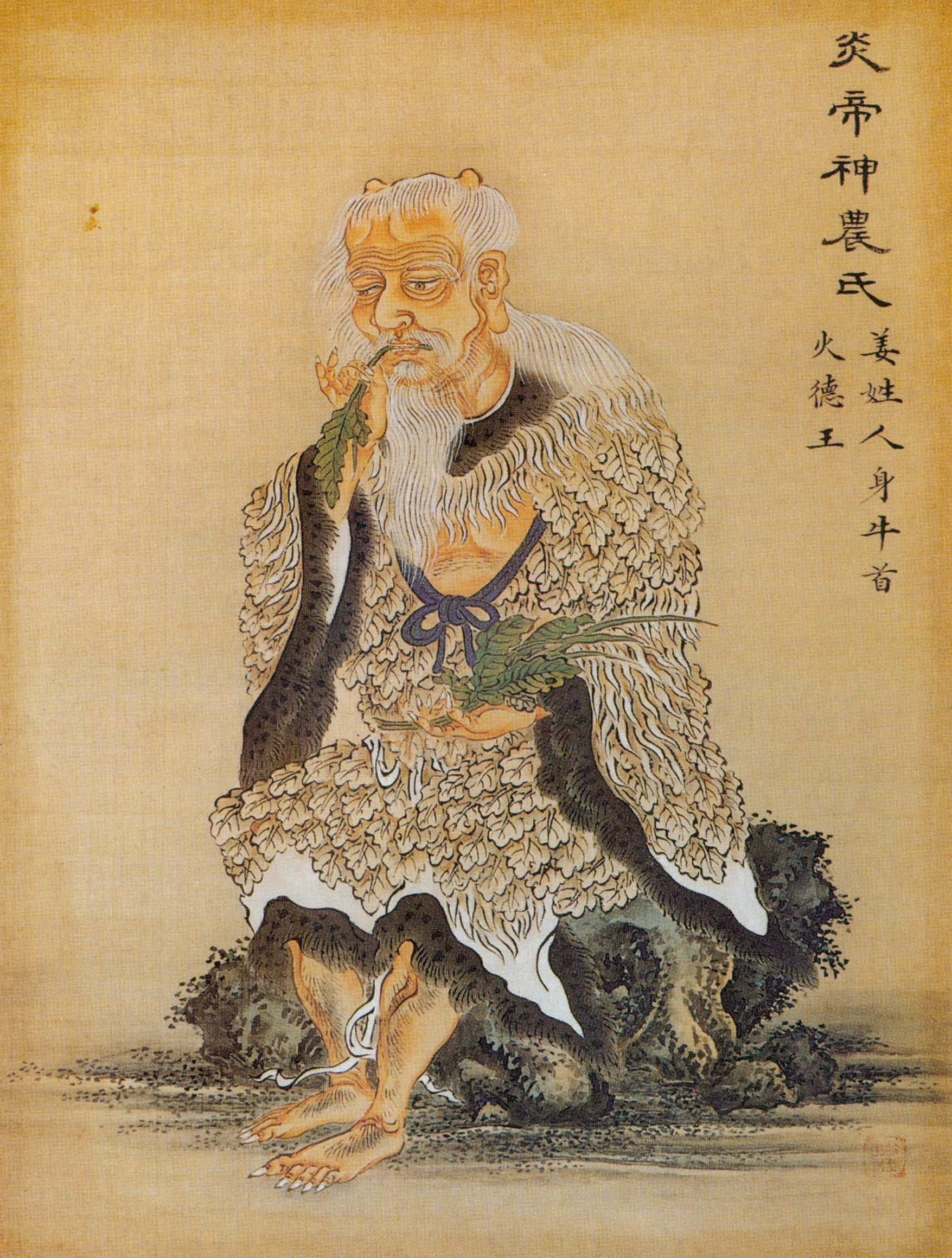
L'empereur Shennong.

Selon la légende chinoise évoquée dans le traité de phytothérapie Shennong bencao jing, l'utilisation du thé comme boisson serait apparue en l'an 2737 avant notre ère, quand des feuilles se seraient détachées d'un arbre pour tomber dans l'eau chaude que l'Empereur Shennong avait fait bouillir dans une jarre pour se désaltérer. Il était en effet usuel de faire bouillir l'eau avant de la boire,. Ce dernier aurait alors apprécié le breuvage dont la consommation se serait généralisée. Une variante de cette légende veut que l'empereur, ayant testé toutes les plantes de l'univers, aurait ingéré par une erreur une plante soporifique ou toxique alors qu'il se reposait sous un théier. Une feuille de thé s'étant détachée de cet arbre, il l'aurait mâché et découvert ses vertus (stimulante ou antidote).
Une autre légende originaire d'Inde attribue l'invention du thé à Bodhidharma, fondateur en Chine de l'école Chan : ce moine bouddhiste se serait endormi après avoir médité pendant neuf ans devant un mur. À son réveil, il se sentit si coupable qu'il se serait coupé les paupières pour éviter de se rendormir et les aurait jetées au sol, donnant naissance au théier.
Une autre légende veut que pendant la dynastie Tsin, une vieille femme aille au marché tous les jours à l’aube avec une seule tasse de thé. Les gens achètent son thé jusqu’au coucher du soleil, et il n’est jamais épuisé. Elle redistribue l’argent reçu aux orphelins et aux mendiants.

### Débuts de la consommation de thé en Chine
En 2021, des chercheurs ont identifié des restes de thé dans un bol provenant d'une tombe de la ville de Zoucheng, datée d'environ 400 av. J.-C.. On retrouve des traces de thé dans une tombe faisant partie du complexe funéraire d'un empereur Han du IIe siècle av. J.-C. à Xi'an, et une autre dans un cimetière de l'ouest du Tibet, vers le IIe siècle ap. J.-C.. Des récipients à thé datant de la fin de l'Antiquité ont été découverts, et un texte de Wang Bao, écrit en 59 av. J.-C., mentionne des serviteurs allant chercher des caisses de thé. Le Er ya, dictionnaire chinois ancien, cite l’emploi des feuilles de l’arbre à thé en infusion. À l'origine, les feuilles de thé étaient mastiquées, on s'en sert pour parfumer l'eau que l'on fait bouillir avant de la boire à partir de la période des Printemps et Automnes. Il est d'emblée apprécié pour ses vertus thérapeutiques, comme soulageant les fatigues, fortifiant la volonté et ranimant la vue. À l'époque de la dynastie des Zhou, le thé est également utilisé pour les oblations. Il devient une boisson quotidienne en Chine sous la dynastie des Han de l'Est (25 - 220) et à l'époque des Trois Royaumes (220-280).
Sous Confucius, une herbe nommée « tu » est utilisée dans les offrandes aux ancêtres et est mentionnée dans le Classique des vers, mais elle peut faire référence à plusieurs herbes, le mot évoquant seulement une « plante amère »(苦菜, kǔcài, « légume/plante amer », pouvant se référer à 菊科, júkē, Asteraceae, du nouvel an chinois). Un texte médical de l'an 220 conseille d'en boire pour « mieux penser ». Plus tard, Kwunyin, disciple de Lao-Tseu, a l’habitude d’offrir le thé à ses hôtes.

### Au premier millénaire
Bu à l’origine pour ses vertus médicinales, le thé devient une boisson à la mode sous la dynastie Tang (618-907). L’État taxe trois grands produits : le sel, l’alcool, et le thé. Le commerce du thé se développe énormément au cours du 8e siècle, alors que le thé devient la boisson courante du peuple chinois. En 879, un voyageur arabe estime que les principales sources de revenu de la ville de Canton sont les impôts sur le sel et sur le thé.
Les briques de thé servaient notamment de monnaie d'échange pour se procurer des chevaux auprès des peuples du Nord, ainsi que tibétains, notamment à Kangding et Songpan, dans l'actuelle province du Sichuan, et à Shaxi (en) (沙溪镇, xian de Jianchuan) entre Dali et Lijiang, dans la province du Yunnan. C'est ainsi que le thé s'est introduit dans les régions de steppe mongoles où de nos jours il est toujours préparé bouilli, salé, additionné de lait de yack ou de vache[réf. nécessaire].
Le tout premier ouvrage au monde traitant du thé, écrit par Lu Yu entre les années 760 et 780 de notre ère, est Le Classique du Thé. Dans cet ouvrage, il traite de la plante elle-même, mais aussi des outils à employer pour la récolte, de la qualité des feuilles, des accessoires nécessaires à la préparation, de l’histoire des plantations et de quelques buveurs de thé célèbres. À la même époque, dans le Nord de la Chine, vit Lu Tung, connu comme le « Fou du thé ». Poète et philosophe, il écrit : « Je ne m’intéresse nullement à l’immortalité, mais seulement au goût du thé ». Il écrit le Chant du Thé.

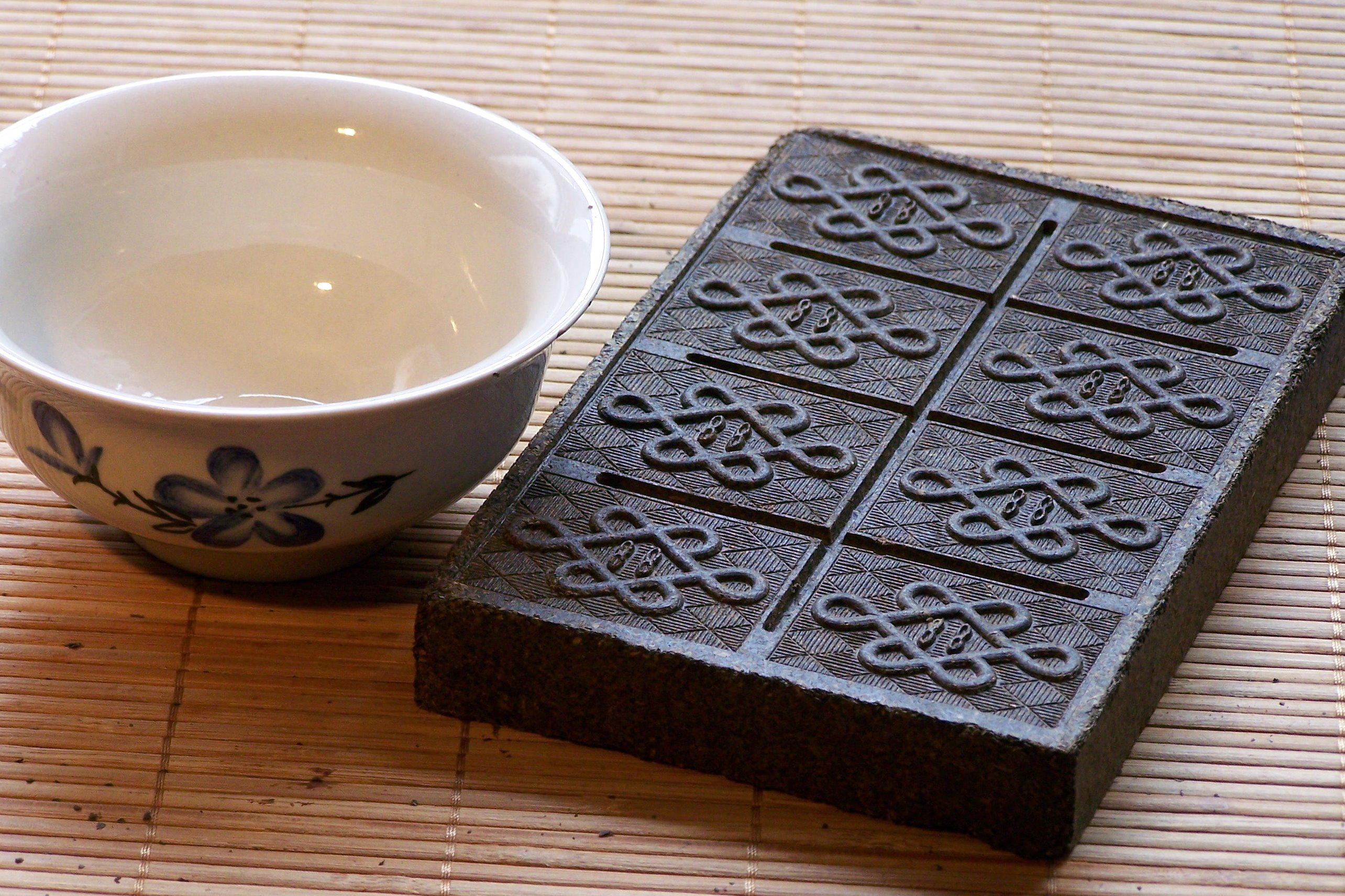
Thé en briques.

À l’époque de la dynastie Tang, le thé se consomme sous forme de brique, comme c’est toujours le cas au Tibet. Quand il est amolli par la chaleur, on le fait rôtir jusqu’à ce qu’il devienne tendre, puis il est pulvérisé. Lorsque l’eau commence à frémir, on y ajoute du sel : quand elle bout, on y verse le thé. La consommation de thé dépend cependant d’une certaine hiérarchie sociale. Les gens du peuple peuvent le trouver brut, en feuilles, en poudre ou en brique, ce dernier format étant le favori des amateurs. On utilise souvent le terme « soupe » pour le désigner, en raison des ingrédients au goût prononcé (oignon, gingembre, orange, menthe) qui y sont infusés. Le thé est servi dans des bols en bois.
On considère à l’époque que le meilleur thé vient de Yang Hsien, dans le bas Yangzi Jiang. À la fin du VIIIe siècle, la Cour exige une fourniture annuelle de thé, qui s’élève rapidement à plusieurs tonnes par an. À la fin du siècle, on estime que 30 000 personnes sont employés à la cueillette et à la torréfaction du thé du tribut de la Cour, un mois par an. Vers le mois d’avril, les fonctionnaires du thé se réunissent pour faire des offrandes à la divinité de la montagne. Ensuite, des cueilleuses, souvent très jeunes, partent sur les pentes de la montagne à l’aube, et elles arrêtent à midi. Le reste de la journée, les feuilles sont torréfiées, séchées dans un four spécial puis mises en poudre et comprimées sous la forme de briques. L’opération doit être terminée le soir même.

### Sous la dynastie Song
Sous la dynastie des Song du Nord (960-1279) on prépare le thé battu. Les feuilles sont broyées sous une meule afin d'obtenir une poudre très fine, que l'on fouette ensuite dans l'eau chaude pour obtenir une mousse substantielle. Ce thé est aussi servi dans un grand bol commun à plusieurs convives. En 1012, Tsai Hsiang compose le Ch’a lu (茶录, chá lù), l’art du thé impérial. Le thé est introduit au Japon au début du XIIe siècle par le prêtre bouddhiste zen (nom japonais du Chan), Eisai, et ce mode de préparation y est encore pratiqué lors de la cérémonie du thé (chanoyu).
Au début du XIIe siècle, l’empereur Hui Zong est surnommé « l’empereur du thé ». Il écrit lui-même une dissertation sur les vingt espèces de thé, dont le thé blanc, qu’il considère comme le plus rare et le plus désirable. Lorsque les nomades envahissent la Chine du nord et le prennent prisonnier, les Song se replient vers le Sud de l’empire et versent un tribut de thé aux Mandchous pour éviter une nouvelle invasion.
Les jardins de thé impériaux sont au nombre de 46, le plus connu et le meilleur étant le Pei Yuan. Chacun des jardins a ses propres installations de traitement du thé. Le thé est cueilli début mars, tôt le matin : les cueilleuses travaillent avant l’aube. Elles doivent récolter les feuilles avec les ongles pour ne pas les salir avec la transpiration et la chaleur de leurs doigts. Elles portent des cruches d’eau pour se laver les ongles souvent, d’autres ont des seaux d’eau pour rafraîchir les feuilles déjà cueillies. Après l’aube, le thé est classé en cinq grades de qualité : petits bourgeons, bourgeons moyens (une feuille par tige), bourgeons pourpres (deux feuilles sur la tige), deux feuilles avec bourgeons et sommets de tige. Les deux premières catégories deviennent le thé du tribut, le reste est vendu sur les marchés.
Les bols à thé en bois des Tang sont remplacés par des récipients larges et peu profonds en céramique, les chien ou soucoupes. Les connaisseurs préfèrent le thé blanchâtre et le boivent avec des ustensiles noirs pour mettre en valeur la couleur du thé. Les concours de thé sont à la mode chez les hauts fonctionnaires : chacun prépare un thé de son choix avec l’eau de sa source préférée.

### Sous la dynastie Ming

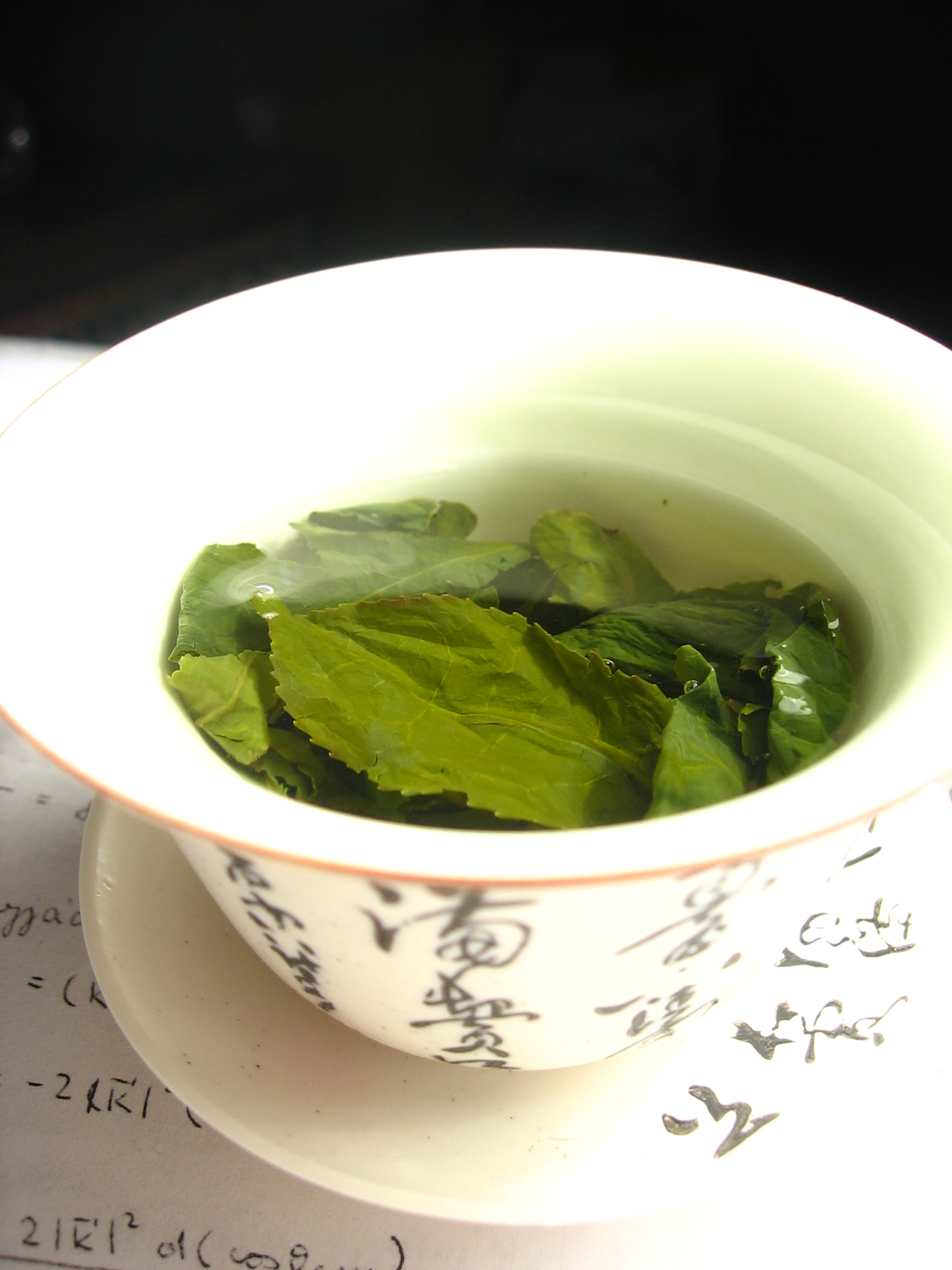
Feuilles de thé oolong infusant dans un zhōng.

À partir du début de la dynastie des Ming, en 1368, la Chine se concentre sur le reboisement et inclut le théier, installé dans plusieurs nouvelles provinces chinoises. Un effort est fait pour ramener le tribut du thé à un taux modéré, soit environ 1 % des récoltes comme sous l’époque Tang. Les petits propriétaires recommencent en conséquence à cultiver le théier.
En 1391, Hongwu, le premier empereur de la dynastie Ming décrète que les tributs en thé livrés à la Cour doivent l'être non plus sous forme de briques, mais de feuilles entières[réf. nécessaire].
Les fours à porcelaine se développent et accompagnent un nouveau service du thé. La porcelaine est de plus en plus utilisée pour fabriquer les ustensiles.
Le service du thé subit de profonds bouleversements. Il est désormais conservé dans des boîtes réservées à cet usage et préparé dans un ustensile d'un nouveau genre : une théière. On le sert dans de petites tasses individuelles destinées à en exhaler l'odeur et la saveur. Cette nouvelle vaisselle de théières, de bouilloires, de soucoupes, de tasses devient rapidement objet d'un artisanat raffiné à destination de riches collectionneurs, le service à thé. Au début de la dynastie des Qing (1664 - 1911) un ustensile particulier apparaît : le zhōng 盅 (on parle aussi de gàiwǎn 蓋碗 ou de gàibēi 蓋杯) - une sorte de tasse sans anse, à couvercle, dans laquelle on met directement les feuilles à infuser[réf. nécessaire].
Dans Le livre du thé, Okakura Kakuzo déplore que « la poésie des cérémonies Tang et Song a déserté sa tasse » avec ce nouveau mode d’infusion facile des feuilles dans l'eau chaude. Le façonnage devient également un objet d'attention, car les feuilles de thé peuvent être roulées en boules, en « aiguilles », savamment pliées et liées entre elles pour former des motifs complexes comme des fleurs ou des têtes de dragons[réf. nécessaire].
C’est ce type de thé qui commence à être exporté vers l’Europe par l’intermédiaire des Hollandais.

### En Corée
En Corée, le thé entre dans la vie quotidienne dans la période Silla Unifié (668-935). Kim Taeryom, un envoyé coréen, obtient les premières récoltes sur les pentes du mont Chiri, dans le Sud de la péninsule. Des offrandes de thé sont souvent déposées devant les statues de Bouddha et les plaques commémoratives des esprits des ancêtres. Le thé en briques est utilisé pour ses propriétés médicinales.
Au cours de la période Goryeo, la Corée découvre un nouvel art du thé. Le thé est raclé sur une brique de thé et mis en poudre juste avant l'utilisation, puis bu dans des grands bol. Son usage reste réservé à l'aristocratie. Chaque matin, le Roi en boit au cours d'une cérémonie. Le rituel du thé devient solennel, accompagné de musique et accompli aux grandes dates de la vie du pays. Les aristocrates achètent du céladon pour leurs ustensiles.
Pendant la période Joseon (1392-1910), les feuilles remplacent le thé en poudre, mais le vin de riz remplace le thé pendant les cérémonies. Les moines continuent à boire du thé, s'abstenant d'alcool. Un lourd impôt sur le thé est mis en place lors de la disgrâce du bouddhisme, et les plantations ne survivent que dans le Sud. De nos jours, le thé n'est pas une boisson très courante pendant les repas quotidiens en Corée, et est plutôt remplacé par une infusion de céréales.

### Au Japon
L'empereur Shomu offre du thé à des moines dans son palais dès 729. Ses feuilles sont importées par un ambassadeur à la cour Tang. À l'époque de Nara, le Japon entame une politique d'imitation délibérée et systématique de la culture chinoise, incluant le thé. Des prêtres bouddhistes diffusent les textes sacrés au Japon, et des moines japonais ramènent du thé sur l'archipel. Le moine Saicho, compagnon de voyage de Kukai, ramène des plants de thé et en plante à Sakamoto.
Vers 1200, le Japon s'initie au thé de l'école Song : la mousse composée de poudre de thé et battue dans l'eau chaude fournit la base de la cérémonie du thé. En 1202, Eisai plante cinq plants de thé dans une poterie à Uji, près de Kyoto. Ce thé donne le matcha, un thé en poudre d'abord apprécié pour ses vertus médicales décrites dans Kissa-yojo-ki (Mémoire sur le thé et la conservation de la santé).
Au quinzième siècle, les Japonais organisent des concours de dégustations de thé accompagnés de grands festins. On parie des sommes énormes sur le meilleur goûteur au cours de ce tacho, un jeu-concours importé de Chine. Dans ce divertissement, des invités doivent discerner le thé produit dans la meilleure région.
Takeno Joo (1502-1555) développe un nouvel art du thé, le Wabi. La cérémonie se déroule dans un petit pavillon, avec des ustensiles modestes et discrets, s'opposant complètement au tacho. Le disciple de Takeno Joo est Sen Rikyu (1522-1591), qui crée sa méthode propre en mélangeant les différents styles de thé pratiqués jusqu'à son époque. Cette méthode est connue aujourd'hui sous le nom de Voie du thé. Rikyu identifie l’esprit de la Voie du thé aux quatre principes fondamentaux d’harmonie, de respect, de pureté et de sérénité. L’harmonie naît de la rencontre entre l’hôte et son invité, de la nourriture servie et des ustensiles utilisés. Avant de servir le thé, l’hôte offre une friandise ou un léger repas à l’invité, et ce qui est servi doit correspondre à la saison. La pureté est exprimée par le geste de nettoyer pendant les préparatifs du service, et après le départ des invités en rangeant les ustensiles et en fermant la salle de thé. Rikyu invente des bols Raku rouge et noir pour la cérémonie, qui font ressortir le vert de la poudre de jade ajoutée à la mousse du thé. Il introduit aussi l'usage du vase de bambou comme réceptacle du bouquet de fleurs indispensable à toute cérémonie : c'est une base de l'ikebana, l'art de l'arrangement floral au Japon.

## Introduction du thé en Europe

### Premiers contacts

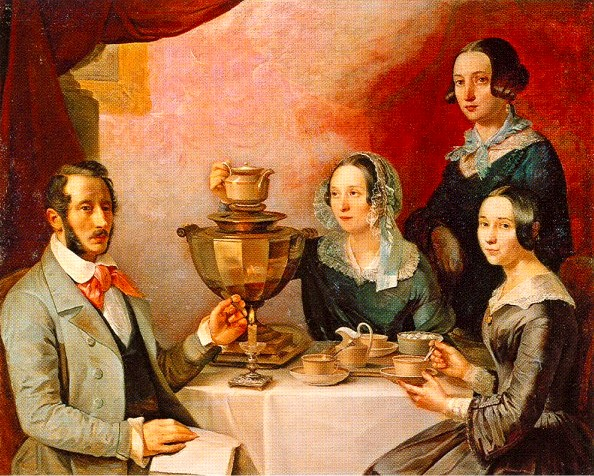
Portrait de famille en Russie vers 1840 avec un samovar pour le thé.

L'Europe de la Renaissance entend parler du thé à travers les écrits des premiers missionnaires occidentaux et des voyageurs portugais, à commencer par Marco Polo.
C’est depuis le Japon dès 1543 et le comptoir de Macao dès 1556 que les Portugais importent le thé en Europe. Ils perdent rapidement leur monopole en faveur des Hollandais. Le thé arrive aussi par la route de la soie par la Chine en Russie et dans les pays limitrophes[réf. nécessaire].
Le premier transport de thé par les Hollandais de la Compagnie des Indes orientales est fait vers 1606, mais la consommation du thé en Hollande est mentionnée pour la première fois en 1637. « Comme le thé commence à entrer en usage chez certaines personnes, nous en attendons quelques jarres de Chine ou du Japon sur chaque vaisseau », écrivent les directeurs de la Compagnie des Indes orientales. Le thé est consommé avec beaucoup de sucre dès son arrivée en Europe.
Il devient rapidement populaire en Hollande, en particulier parce qu'il est prescrit par les médecins pour combattre la migraine, les aigreurs d'estomac et les problèmes de digestion. Nicolaes Tulp est accusé de prescrire le produit pour soutenir le commerce de la Compagnie des Indes orientales. De plus, le thé est une alternative intéressante à l'eau, présentée comme ayant très mauvais goût par les voyageurs français, et au tabac, déjà utilisé comme excitant.

### Expansion européenne
La première référence connue au commerce du thé en Angleterre se trouve dans le post-scriptum d'une lettre d'un commerçant anglais à son agent à Macao, datée du 27 juin 1615. En 1657, on trouve le thé jusqu'en Saxe, les droguistes de Nordhausen le mettent sur les listes de prix. Au milieu du siècle, en France et en Angleterre, le thé rencontre des détracteurs mais séduit les hommes d'Etat, les courtisans et les médecins.
Le thé semble avoir commencé à apparaître vers 1636 à Paris, mais gagne en popularité seulement sous Mazarin. Lui-même en prend pour se prémunir contre la goutte. En 1684, Madame de Sévigné affirme en prendre tous les matins comme tonique, mais le prix du thé reste trop élevé pour le peuple. Elle critique l'habitude de Madame de la Sablière, qui ajoute du lait à son thé.
La première vente publique de thé en Angleterre est effectuée en 1657 par Thomas Garraway, qui insiste sur ses vertus médicales mais s'attache aussi à populariser un régime alimentaire sain en remplaçant l'alcool par le thé. À partir de 1662, date qui correspond au mariage du roi d'Angleterre Charles II et de la princesse portugaise Catherine de Bragance, l'habitude de prendre le thé devient populaire. En 1663, la Compagnie britannique des Indes orientales s'intéresse à son tour à l'importation du thé, et en août de la même année, le roi Charles II en reçoit en cadeau. Le fournisseur majoritaire de thé de l'époque reste la Hollande : les navires hollandais le récupèrent au Japon, à Nagasaki, et les Anglais profitent des liaisons hollandaises sans avoir de relations directes avec la Chine.
En 1706, Thomas Twining, commis d'un marchand de thé, fonde la coffee-house de Tom dans Devereux Court, près de Temple bar à Londres. Il se spécialise en thé, et onze ans plus tard, Twining ouvre une boutique, The golden Lyon, où il vend le thé sec et le café pour les consommateurs. Les femmes, interdites d'entrée au coffee house, sont accueillies dans la boutique où elles peuvent boire une tasse de thé pour un shilling.
À la fin du siècle, le thé et le café sont plus importés que le poivre. La consommation est essentiellement britannique, bien que les principaux importateurs soient encore hollandais. La Chine, forcée d'augmenter énormément sa production pour l'exportation mais aussi pour accommoder le triplement de sa population en moins d'un siècle, commence à voir la qualité de son thé baisser au profit de la quantité. En particulier, le thé Boui est « un mélange grossier de toutes espèces de feuilles prises sans distinction, il suffit qu'elles soient susceptibles de se tortiller et de prendre une couleur approchant de celle du vrai thé ». Le commerce se concentre à Canton, et les britanniques essaient de ne pas payer toujours en argent, mais parfois en lainages anglais, en coton indien, et plus tard avec de l'opium. Les Hollandais échappent en partie à la contrainte du paiement en argent exigé par la Chine grâce à leur relais de Batavia, et les Anglais suivent leur exemple avec les ports indiens.

## L'ère britannique du thé

### Expansion du commerce du thé en Grande-Bretagne
Les Chinois, voyant la demande occidentale, augmentent fortement leurs prix en octobre-novembre 1787. Les Britanniques échappent à cette hausse des prix, affirmant aux Chinois que les autres nations achètent du thé seulement pour l'exporter à leur tour en Angleterre. Les Anglais ajoutent l'opium et le coton au thé importé via leurs contacts indiens à Canton. En décembre 1787, les Américains tentent d'acheter du thé via le navire américain L'Alliance, mais ne prévoient pas assez d'argent pour se procurer autre chose que les rebuts des autres pays.
François de la Rochefoucauld note que « l'usage du thé est général dans toute l'Angleterre. On le prend deux fois par jour et quoique ce soit encore une dépense encore considérable il n'y a pas de plus petit paysan qui ne le prenne les deux fois comme le plus riche ». Comme le thé est surtaxé, les Anglais y ajoutent des feuilles de sureau, de frêne, de hêtre, d'aubépine ou d'églantier pour en augmenter la quantité une fois la taxe passée, ou ils se fournissent en thé de contrebande, souvent importé par les Hollandais.
À la fin des années 1780, l'Angleterre importe de plus en plus de thé de Canton. En 1784 et en nationalisant le thé dans le Commutation Act, Pitt parvient à écarter l'import de thé par le reste de l'Europe. En 1787, D'Entrecasteaux indique : « La suppression des droits sur le thé ayant pour but d'en empêcher la contrebande, il fallait qu'il fût au meilleur compte possible et qu'il y en eût une assez grande abondance, ôter aux étrangers toute espérance d'en pouvoir introduire en Angleterre. Il en résulte nécessairement de ce meilleur marché une plus grande consommation et dès lors une extraction de la denrée beaucoup plus considérable que par le passé. » En quelques mois de 1787, selon lui, l'Angleterre importe l'équivalent de deux livres de thé par habitant du pays.
La contrebande continue cependant : les douaniers sont corrompus par les fraudeurs et les continentaux importent 3 750 tonnes par an en Angleterre, soit plus que leur propre consommation de thé, en 1783 d'après un rapport de la compagnie de l'East India. Cette fraude revient à une perte d'une vingtaine de millions de livres par an pour le Trésor britannique.
En août 1784, la Compagnie des Indes passe sous l'autorité de l'État. En même temps, le Commutation Act marque une détaxation massive du thé, qui permet d'accroître les ventes et de réduire les effets et les moyens de la contrebande. La taxe passe de 119 % à 12,5 %, et Pitt attend un progrès rapide de la consommation légale. Entre 1780 et 1782, on estime que 10 000 tonnes de thé ont été importées illégalement en Angleterre.
Le marchand londonien Richard Twining soutient la Compagnie des Indes dans ses ventes, qui doivent augmenter drastiquement pour permettre une alternative à la contrebande. En novembre 1784, Pitt obtient du gouvernement que la Compagnie ait le droit d'importer du thé du continent européen si les prix restent trop élevés pour combattre l'importation illégale.

### Marché américain et Boston Tea Party
Aux États-Unis, la tea party (équivalent américain du five o'clock tea) est pratiquée par les élites, et on estime en 1773 que le tiers de la population boit du thé deux fois par jour. Les trois quarts du thé importé par New York proviennent de la contrebande, menée par la Hollande via les Antilles. À la suite de la Guerre de Sept ans, la Grande-Bretagne taxe le commerce du thé dans les colonies, comme le sucre, la mélasse et le papier. Les colons boycottent le commerce britannique du thé, et une campagne anti-consommation se développe pour inciter les Américains à ne plus boire de thé pendant les tea parties. La contrebande de thé, quant à elle augmente, sauf à Boston, où le gouvernement britannique a installé un Conseil des Douanes pour la contrôler.
En 1770, le gouvernement North supprime toutes les taxes à l'exportation pour redynamiser le commerce britannique, sauf celle du thé. En 1773, le Tea Act proclame que toutes les taxes sur le thé sont levées, sauf celle instituée six ans auparavant à l'entrée des colonies. Le thé de la Compagnie des Indes orientales est donc au même prix que celui des contrebandiers à Amsterdam, et moins cher que celui des marchands américains qui s'approvisionnent en Angleterre. En réponse et contrairement aux attentes britanniques, la campagne anti-anglaise gagne de l'ampleur, les Américains remplaçant le thé par du café et du chocolat. À Philadelphie et à New York, des indépendantistes empêchent le débarquement des cargaisons britanniques, à Charleston, ils obligent le stockage des cargaisons dans des entrepôts éloignés de la ville.
La Boston Tea Party est, en 1773, un acte de désobéissance dans lequel environ cent cinquante hommes menés par le marchand John Brown jettent à la mer des caisses de thé britannique pour protester contre les taxes. Cet événement préfigure la Guerre d'indépendance des États-Unis. Le lendemain, John Adams décrète : « cette destruction du thé est si audacieuse, si ferme, intrépide, inflexible et de conséquence si grave que je ne peux m'empêcher de la considérer comme un tournant de l'histoire », tandis que les Anglais organisent des représailles et que l'acte est répété dans d'autres ports américains. La Boston Tea Party annonce alors l'indépendance américaine, qui sera suivie de cinq ans de guerre d'indépendance.

### Thé et opium
L'Angleterre assoit enfin sa domination du marché du thé chinois en développant la culture du pavot au Bengale. Le pavot indien est transformé en opium, qui est envoyé en Chine en échange de thé. L'opium devient illégal en Chine à la suite d'un édit impérial en 1779, mais passe par des grands canaux de contrebande ouvertement maintenus et financés par le gouvernement britannique.
Les États-Unis, de leur côté, deviennent un concurrent non négligeable. En août 1784, l'Empress of China (en) arrive aux bouches de la rivière des perles et revient avec New York avec près de 200 tonnes de thé Boui de très mauvaise qualité, mais aussi d'autres thés très fins et très appréciés. Les bateaux sont nombreux, mais beaucoup plus petits que les navires britanniques.
De 1785 à 1791, les Anglais exportent plus de 63 % du thé de Canton, soit le double de leur part sur les années 1778-1784. La Compagnie achète du thé à crédit auprès des marchands chinois, qui lui consentent jusqu'à un an de délai de paiement pour vendre des quantités plus importantes de thé. L'Angleterre décide donc de s'assurer le soutien de la Chine : la Royal Navy envoie une ambassade de 95 personnes à Pékin pour une somme de près de deux millions de livres tournois. Ils demandent en particulier l'ouverture de deux nouvelles bases, à Ningbo et Tianjin, ainsi que le droit d'avoir un magasin à Pékin. Ils demandent aussi la concession d'une île qui servira d'entrepôt, près de Zhoushan. L'empereur de Chine répond que « nous n'avons jamais attaché de prix aux articles curieux ni n'avons eu le plus léger besoin des produits de l'industrie de votre pays », et refuse toutes les demandes. En 1816, une nouvelle demande britannique est refusée de la même manière.
Vers 1820, Macao cesse progressivement d'être la plaque tournante de la contrebande d'opium, remplacée par Lintin, une île très proche de Canton. Singapour est desservi par le Private, et est aussi une zone marchande très active.
En 1839, un rescrit de l'empereur de Chine frappe de lourdes peines le trafic et la consommation de l'opium. Lin Xe Zu confisque l'opium et fait fermer Canton au commerce étranger en juin 1839. Le 8 juin 1840, Sir John Gordon Bremer proclame le blocus de Canton, et le 30 juin, 4 000 militaires anglais sont envoyés en Chine. Le 29 août 1842, le traité de Nankin marque la victoire britannique : Hong Kong est cédée aux Anglais, 21 millions de dollars d'argent sont à verser aux Britanniques à titre d'indemnité.

### Les grandes courses du thé
Le 3 décembre 1850, après la fin du monopole de l'East India Company, le clipper américain Oriental arrive premier à Londres. Les propriétaires vendent leur cargaison loin au-dessus des prix habituels du marché. Témoins de ces profits, tous les capitaines de clippers se livrent à une grande course pour être les premiers à ramener leur thé de Chine.
La plus célèbre des courses du thé est celle de 1866. Huit clippers quittent le port de Fuzhou entre le 28 mai et le 3 juin 1866. Le 23 août, à quelques heures d'écart, quatre bateaux passent les Açores. Le 6 novembre 1866, le Taeping et l'Ariel arrivent à Londres à quelques minutes d'écart. Finalement, le Taeping s'impose, allant plus vite dans Londres grâce à un tirant d'eau plus faible, et arrive à quai une vingtaine de minutes avant son concurrent.
Les courses entament leur déclin à l'ouverture du canal de Suez en 1869.

### L'émergence d'une tradition du thé

#### En Grande-Bretagne

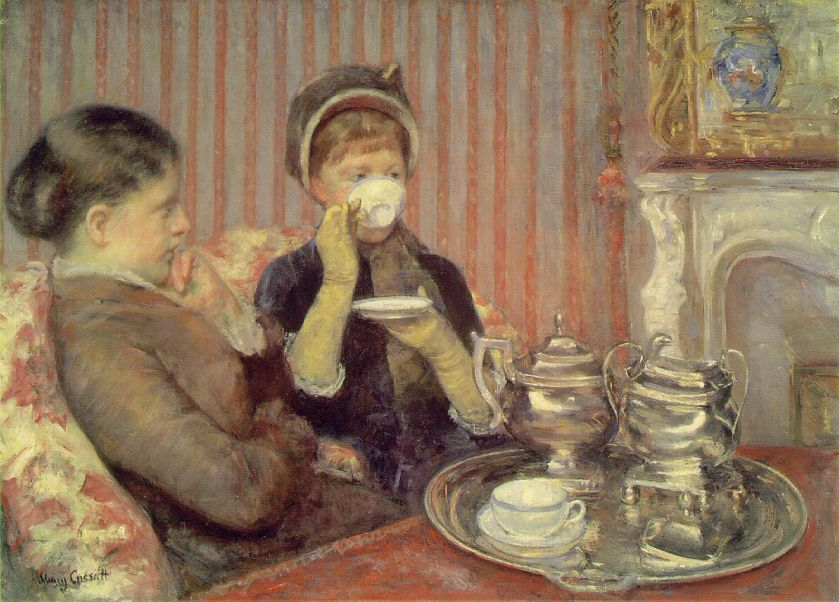
Le Thé, huile sur toile de Mary Cassatt.

L'origine de la démocratisation du thé en Angleterre est différente selon la classe sociale concernée. Chez les travailleurs, il s'agit du premier produit qui permet de créer une pause partagée par tous au travail et offre en plus des ressources énergétiques. Pour les classes aisées, il est l'occasion de nouveaux repas. L'habitude du thé est d'abord celle des femmes, qui doivent quitter les hommes à cinq heures. Les hommes s'y mettent rapidement aussi, en tant que prélude aux parties de whist, parfois avec une collation, sur le modèle des goûters français qui servent du vin et une collation sans discrimination de genre.
Le morality tea fait ensuite son apparition, sous l'influence de l'évangélisme et du féminisme : les femmes philanthropes offrent du thé chaud aux femmes miséreuses ou prostituées. À Londres, dès le début du vingtième siècle, une Moonlight Mission accueille les personnes en difficulté toute la nuit. Des réunions de quartiers sont le prétexte à la distribution de tracts incitant à la tempérance : des invitations y sont faites pour le morality tea, où on dénonce la prostitution à grand renfort de chants religieux, de tasses de thé et de gâteaux. En 1865, William Booth crée la Mission Chrétienne, qui deviendra l'Armée du salut. En 1878, l'organisation prend ce dernier nom, et exige que ses « soldats » s'abstiennent d'alcool et de tabac, et les remplacent par le thé.

#### En Russie
La Russie s'adonne au thé dès le XVIIe siècle. On ne peut jusqu'à la fin du siècle suivant s'en procurer qu'à Moscou ou à Nijni Novgorod. Vers le milieu du XIXe siècle, le thé se répand dans tout l'empire. « Pourboire » se dit désormais « na chaï », ce qui signifie « pour le thé ». Plusieurs fois par jour, les Russes se réunissent autour d'un samovar et prennent le thé ensemble, souvent en famille, parfois de façon plus officielle.

### Aux États-Unis
La Boston Tea Party n'a pas mis fin à la consommation du thé aux États-Unis. Des hommes politiques comme Henry Cabot Lodge expriment ouvertement leur anglophobie politique, sans renoncer au mode de vie britannique, à commencer par la consommation de thé. Le thé ne supplante cependant pas complètement le café et la bière dans les classes populaires.

## Le thé en Inde

### Premiers pas du thé indien
En 1823, le Major Robert Bruce découvre en Assam une espèce indigène de théier. Dès cette époque, le thé est cultivé par les tribus des collines de la région de Singphos, au Nord-Est de l'Assam. Il est produit selon la méthode birmane, qui consiste à faire fermenter les feuilles. Découvrant cela, le frère de Bruce lance une flotte de canonnières de l'East India contre les Birmans, qui doivent céder la région à l'East India Company en 1826. Les frères Bruce rencontrent cependant beaucoup de problèmes sur le plan de la main-d'œuvre qu'ils emploient : ils recrutent les ouvriers à Singapour, relais principal du commerce du thé en dehors de la Chine, mais les locaux fument de l'opium et refusent que leurs femmes travaillent dans les plantations.
En 1833, une loi britannique met fin au monopole de la Compagnie britannique des Indes orientales, qui contrôle toujours l'Inde administrativement, sur les importations cantonaises. L'objectif de la Compagnie devient de pallier la perte de son monopole commercial sur le thé en trouvant des façons de cultiver le thé en Inde.

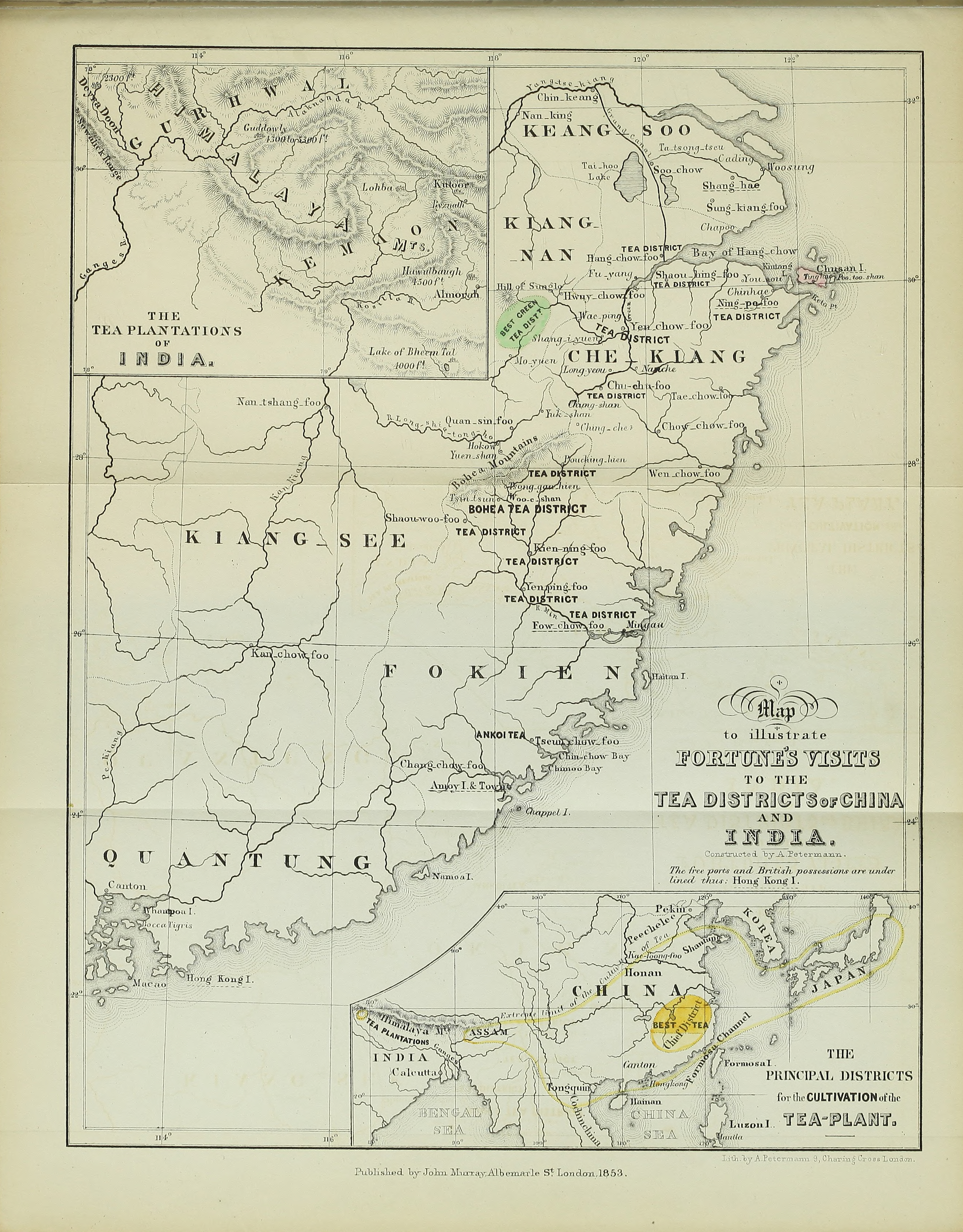
Carte des voyages de Fortune en Chine et en Inde pour étudier le thé, par August Petermann.

### Le Comité du thé en Inde
Lord William Bentinck fonde un Comité du thé en Inde le premier février 1834. Il comprend sept agents de la Compagnie des Indes orientales, trois marchands de Calcutta et deux notables indiens. La tâche du Comité est d'évaluer les possibilités de plantation, d'exploitation et de commercialisation du thé en Inde.
Le 10 janvier 1839, la première vente aux enchères de thé d'Assam est réalisée à Londres.
Le Comité du thé en Inde commissionne, en 1848, Robert Fortune, du jardin botanique d’Édimbourg puis de la Royal Horticultural Society de Chiswick, pour un voyage secret d'exploration en Chine. Il arrive clandestinement à percer le mode de préparation du thé alors inconnu des européens. Fortune parvient de façon dissimulée, à envoyer en Inde après une première tentative infructueuse, 20 000 plants de théiers chinois et surtout à recruter huit fabricants de thé qui livrent à la Compagnie tous les secrets pour mener à bien la culture du thé. Cette effraction est appelée "The Great Tea Robbery" (le Grand Vol du Thé). La variété assamaise se révèle la mieux adaptée au climat très chaud de la péninsule indienne. Elle est rapidement plantée en Inde et à Ceylan[réf. nécessaire].

### Le thé de l'Assam
La société pour la production du thé du Bengale est créée à Calcutta en février 1839. Elle a pour objectif d'acheter la plantation des Bruce depuis devenue celle de l'East India Company, et de cultiver le théier pour en envoyer la production en Angleterre. Les Anglais investissent massivement dedans, espérant qu'elle pourra produire des quantités concurrentes de celles de la Chine, avec laquelle les incidents se multiplient, annonçant la guerre de l'opium.
En juin 1839, la première réunion du Conseil de la société du Bengale a lieu. Il y est confirmée l'abondance des plants indigènes et l'abondance de vivres, mais il est aussi établi qu'il faudra faire venir des travailleurs d'autres régions pour éviter les problèmes rencontrés par les Bruce. La même année, le Conseil décide de se renommer en Société de l'Assam.
En septembre 1841, cependant, les difficultés se multiplient. Un rapport met l'accent sur ces obstacles, à commencer par la main-d'œuvre : avant de passer sous domination anglaise, l'Assam a été presque dépeuplé et les travailleurs chinois recrutés à Singapour ne sont absolument pas formés à la cueillette du thé. Certains sont arrêtés à la suite de querelles avec les natifs locaux, d'autres refusent de travailler et sont expulsés, et enfin, le choléra sévit. Au-delà de la main d'œuvre, l'environnement dans son ensemble constitue aussi un obstacle : les plants de thé sont disséminés dans une jungle de hautes herbes et une forêt très dense, et en l'absence de route, il est difficile de transporter le thé à dos d'éléphant. Malgré les conditions de culture, la production de 1841 s'élève à près de 15 tonnes de thé. Le premier profit est réalisé en 1848, le premier dividende versé aux actionnaires en 1852.
En 1859, la Jorehaut Tea Company est créée pour faire concurrence à la Société de l'Assam. Elle achète trois plantations des Williamson : Cinnemara, Oating et Koliabar, qui produisent en tout plus de 70 tonnes. En 1865, la production s'élève à 163 tonnes. La même année, Williamson senior entre en conflit avec le président de la société : il refuse de faire cultiver les plants au-delà des capacités de la main-d'œuvre disponible, malgré la grande surface non cultivée.

### Le thé Darjeeling
En 1841, les premiers théiers sont introduits dans la région de Darjeeling par le surintendant Campbell. Le stade expérimental se termine en 1854, et la Darjeeling Tea Company voit le jour en 1856, avec quatre plantations. En 1866, la production de la compagnie est de 225 tonnes dans ce secteur.
La main-d'œuvre est plus facile à se procurer à Darjeeling qu'en Assam : les coolies viennent facilement du Népal et des autres régions voisines, contrairement à l'Assam où il faut faire venir les travailleurs sur une distance de plus de mille kilomètres, avec un taux de mortalité très élevé.

### Spéculation et crise
Au début des années 1860, la production de thé en Assam est financée essentiellement par la spéculation : en 1870, Edward Money, un des dirigeants de la Compagnie de l'Assam, condamne la « Tea-Mania » qui emballe l'économie du thé au Bengale sans connaissance du terrain. Les plantations sont en effet achetées huit à dix fois leur valeur pour la spéculation, et on en ouvre des nouvelles dans des lieux hostiles voire complètement inexploitables, sans connaissance technique. Les sociétés de plantations sont créées à tour de bras, sans main-d'œuvre pour y cultiver le thé.
En 1865-1866, la crise commence. Une grande quantité de thé de mauvaise qualité s'est mal vendue et les sociétés n'arrivent pas à couvrir leurs frais. Toutes les compagnies sont touchées, même les plus anciennes et reconnues : la Jorehaut Tea Company doit abandonner 25 hectares en 1867.

### Croissance des plantations de thé en Inde

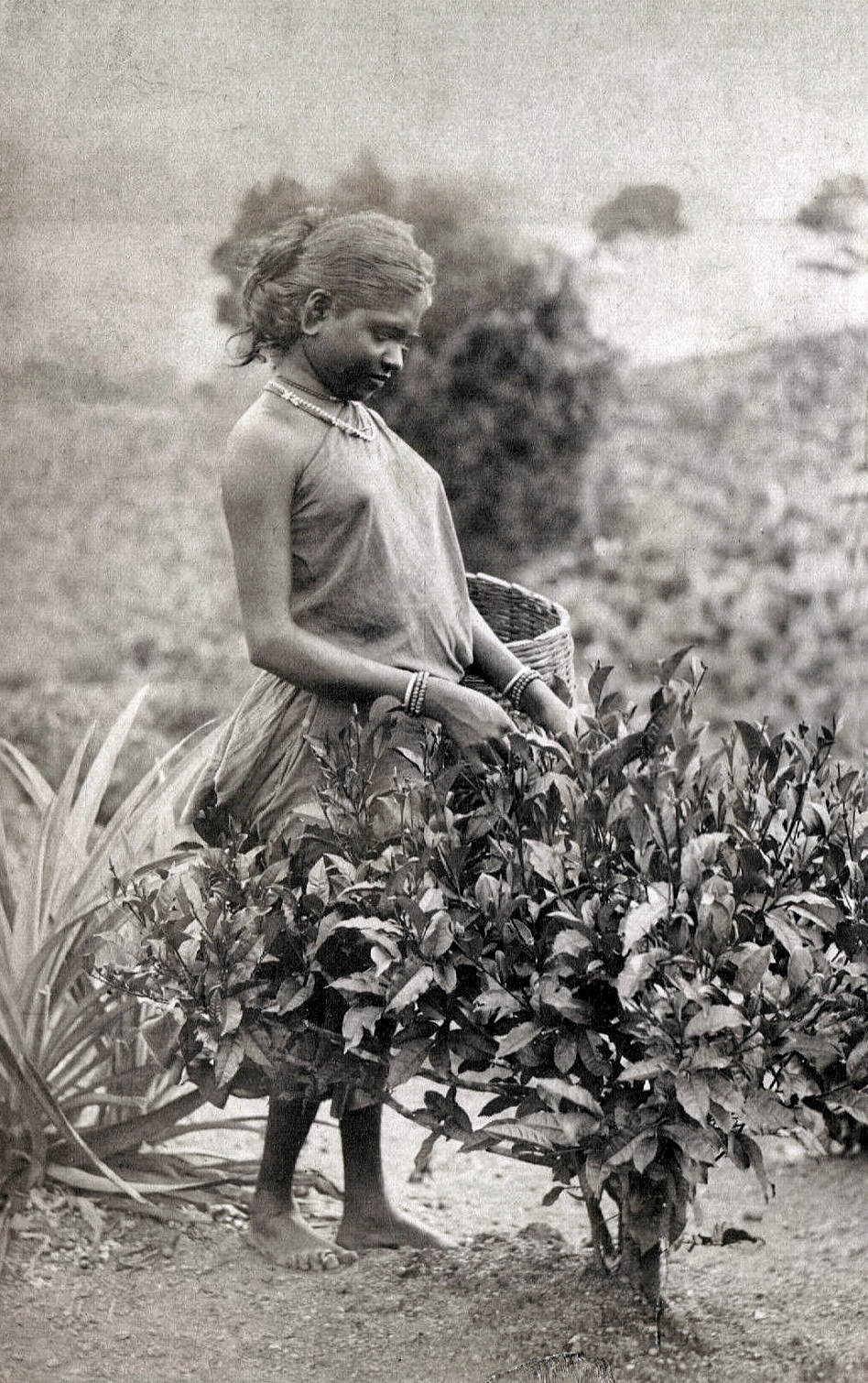
Cueillette du thé à Ceylan en 1880.

Vers 1869, les planteurs se décident à faire remonter les prix du thé en améliorant sa qualité. En 1875, l'Inde a amélioré sa qualité et sa quantité de thé produit : elle livre près de 12 000 tonnes de thé sur le marché britannique. Jusqu'à la fin du siècle, la production indienne chasse progressivement le thé chinois du marché anglais.
En 1880, la production de l'Inde du Nord s'élève à 21 500 tonnes, dont 17 000 tonnes de l'Assam et 3 200 tonnes du Bengale occidental. Le marché reste presque exclusivement britannique : l'Australie préfère acheter en Chine, comme les Américains. Les thés de Darjeeling sont relativement rares, mais reconnus comme de très haute qualité, entre autres parce qu'ils n'ont pas été touchés par la spéculation. Enfin, le thé de Ceylan, où les premiers plants ont été installés dans les années 1870, commence à très bien se vendre sur plusieurs marchés et est exploité par l'entreprise Lipton.
En 1887, Ceylan et l'Inde vendent respectivement 10 000 tonnes et 43 000 tonnes et dépassent les ventes de la Chine, qui sont à cette date de 40 000 tonnes. Le prix du thé a tendance à stagner mais les planteurs réduisent le coût en installant des machines et en engageant une main-d'œuvre plus experte.

### Le thé indien auXXesiècle
Au début du XXe siècle, l'Inde ne consomme encore que moins de 5 % de sa production. Le souci de diversifier les marchés et de ne pas vendre toute la production indienne au Royaume-Uni mène à la création d'un Comité du Thé à Calcutta en 1881.
Lors de l'exposition coloniale de Londres en 1886, une tea room indienne est mise en place par l'Association du thé de l'Inde et l'Association des producteurs, et chaque plantation est invitée à fournir des échantillons pour dégustation par les visiteurs venus du monde entier. En 1993, c'est à l'Exposition de Chicago où un pavillon du Bengale et de l'Assam inclut une riche galerie de thé. Le marché américain des thés indiens et de Ceylan s'étend, mais reste loin des quantités importées de Chine, en particulier parce que les Américains préfèrent les thés verts, qui n'existent qu'en Chine et au Japon.
Les producteurs indiens sont présents à l'Exposition Universelle de Paris de 1900. En 1909, le Comité du Thé indien crée un centre à Anvers pour contrôler la distribution des thés en Belgique et en Allemagne. Des tea rooms sont installés à Berlin, Charlottenburg, Hambourg et Bruxelles. Les résultats restent médiocres.

### La nouvelle tradition du thé en Inde
En 1914, l'Inde est le premier fournisseur européen de thé, et de très loin, mais la consommation y est encore faible. Pour les classes supérieures, il s'agit de montrer son appartenance du monde occidental, qui envoie ses enfants dans les universités anglaises et joue au polo et au cricket. Les classes populaires ne boivent pas encore de thé, quant à elles.
Dans les années 1930, malgré les efforts de promotion de la Commission pour l'expansion du marché indien, la consommation reste limitée aux grandes villes, où les gens ont été éduqués à l'anglaise. Avant la seconde guerre mondiale, le thé arrive dans les petites villes par le biais des marchés, des gares et des écoles. Enfin, le thé commence à être consommé en campagne seulement à la fin du vingtième siècle.
En mars 1957, Nehru et son ministre du commerce Shri Morarji Desai refusent la nationalisation du commerce du thé. Ils soutiennent tout de même le développement des ventes aux enchères historiques à Calcutta et Cochin.

## L'Afrique du thé

### Au Malawi
Les plantations de thé les plus anciennes d'Afrique se trouvent au Malawi, où le thé a été introduit au XIXe siècle par des personnes qui avaient échoué à cultiver le café au Sri Lanka.
Le thé du Malawi se reconnaît à sa couleur pourpre.

### Au Kenya
Le Kenya est le plus grand producteur de thé en Afrique et un des plus grands exportateurs au monde, essentiellement parce que la Chine et l'Inde boivent une grande partie de leur production tandis que ce pays exporte la majorité de sa production.
En 2011, la Grande-Bretagne importe plus de 50 % de sa consommation du thé du Kenya. La production de thé au Kenya trouve ses origines dans les années 1950, quand les colons se disent que le pays se trouvant sur l'Équateur, la culture peut y être maintenue toute l'année et ne pas dépendre des saisons.

### Au Maroc
Le Maroc ne produit pas de thé, mais se distingue par sa tradition du thé à la menthe, préparé à base de thé chinois et de menthe marocaine.

## Époque contemporaine
La Chine se trouvait sur la première marche du podium des principaux pays producteurs de thé au niveau mondial entre 2006 et 2016, avec une production de plus de 2,3 millions de tonnes en 2016, qui a plus que doublé sur une décennie. Le volume de la production indienne de thé dépassait le seuil d'un million de tonnes pour la même année, comparé à un volume d'environ 475 000 pour le Kenya, qui est par ailleurs le premier producteur mondial de thé noir, et qui a augmenté sa récolte de plus d'un sixième au cours de l'année 2016, grâce à des pluies abondantes|.
Depuis les années 1980-1990, alors que la culture chinoise est redécouverte après plusieurs décennies où le maoïsme exigeait une rupture avec le passé, le thé est utilisé par la république populaire de Chine comme un symbole identitaire, afin de le transformer en une boisson typiquement chinoise, en opposition à l'alcool consommé par les pays occidentaux (quitte à minimiser la consommation millénaire d'alcool en Chine). La propagande de l'État, par ce contraste, souhaite implicitement distinguer les Occidentaux, passionnés, aux Chinois, plus pondérés. Ce faisant, cela intègre la stratégie globale de la Chine, en particulier sous Xi Jinping, de faire admettre la nécessité de respecter les différences culturelles, afin notamment de remettre en cause l'universalité des droits de l'homme.

### L'évolution des grands producteurs mondiaux sur la décennie 2010
| Production, en millions de kilos | 2014  | 2015  | 2016  |
| Chine                            | 1 924 | 1 950 | 2 387 |
| Inde                             | 1 211 | 1 209 | 1 239 |
| Kenya                            | 436   | 448   | 399   |

Les producteurs africains de thé, sur les débuts de la décennie 2010, ont contribué à une hausse de 10 % de la récolte à l'échelle du continent africain, en seulement deux ans :
| Exportation, en millions de kilos | 2014 | 2015 | 2016 |
| Kenya                             | 383  | 373  | 436  |
| Ouganda                           | 56   | 58   | 61   |
| Malawi                            | 47   | 42   | 47   |
| Tanzanie                          | 33   | 32   | 32   |
| Rwanda                            | 24   | 25   | 25   |
| Zimbabwe                          | 8    | 8    | 8    |
| Burundi                           | 7    | 9    | 9    |
| Afrique du Sud                    | 2    | 2    | 3    |
| Reste de l'Afrique                | 31   | 30   | 31   |
| Total Afrique                     | 592  | 580  | 652  |